# Fantomas (album)
Fantomas – czwarty album zespołu Formacja Nieżywych Schabuff wydany w 1995 roku nakładem wydawnictwa Zic Zac.

## Lista utworów
źródło:.
1. "Krystyny" – 4:41
2. "Lato" – 4:02
3. "Serce w butonierce" – 4:27
4. "Rycerze" – 2:36
5. "Gołe baby" – 5:12
6. "Machina dziejów" – 3:08
7. "Zazuzi" – 3:48
8. "Moi przyjaciele" – 4:33
9. "Schizofrenia" – 3:44
10. "Dziewczynom" – 3:57
11. "Przesłanie Fantiego" – 0:19
12. "Fantomas" – 4:40

## Twórcy
źródło:.
- Aleksander Klepacz – śpiew, produkcja
- Wojciech Wierus – gitara, produkcja
- Filip Sojka – gitara basowa
- Marcin Serwaciński – perkusja, instrumenty perkusyjne

Dodatkowi muzycy
- Daria Druzgała – chórki
- Marcin Gawdzis – trąbka
- Beata Kacprzyk – śpiew, chórki
- Marek Podkowa – saksofon
- Michał Przytuła – akordeon, obój

Realizacja
- Marek Kościkiewicz – produkcja
- Wojtek Wieteska – foto
- Korek – ilustracje
- Kasia Mrożewska – projekt graficzny